# Pinumius occultus
Pinumius occultus är en insektsart som beskrevs av Alexander Fyodorovich Emeljanov 1966. Pinumius occultus ingår i släktet Pinumius och familjen dvärgstritar. Inga underarter finns listade i Catalogue of Life.